# Екатерина II на прогулке в Царскосельском парке
«Екатерина II на прогулке в Царскосельском парке» — портрет Екатерины II работы Владимира Боровиковского, написанный в русле сентиментализма, одно из самых известных изображений императрицы.
Существует в двух вариантах — На фоне Чесменской колонны (первый вариант, 1794, ГТГ, Москва) и На фоне Кагульского (Румянцевского) обелиска (авторское повторение, 1800—1810, Государственный Русский музей, Петербург). В 1827 году Николай Уткин исполнил гравюру с портрета Боровиковского, которая имела большую популярность.

## История создания
Этот портрет, в отличие от большинства известных парадных изображений императрицы, не был ею заказан. Его задумали для Боровиковского его друзья из кружка Николая Александровича Львова, желая продемонстрировать талант художника, показав потом портрет во дворце. Кружок Львова был одним из центров интеллектуальной жизни Петербурга, там Боровиковский подружился с Левицким, Державиным и другими деятелями литературы и искусства, в чьей среде культивировался стиль «частной жизни» и зародился русский сентиментализм. В начале 1790-х под их влиянием Боровиковский обратился к жанру камерного портрета, чаще всего изображая женщин в домашней обстановке — в такой манере написан и портрет Екатерины.
Хотя художник часто видел Екатерину на прогулке, императрица была написана не с натуры — в её одежде позировала её камер-фрау Марья Саввишна Перекусихина.

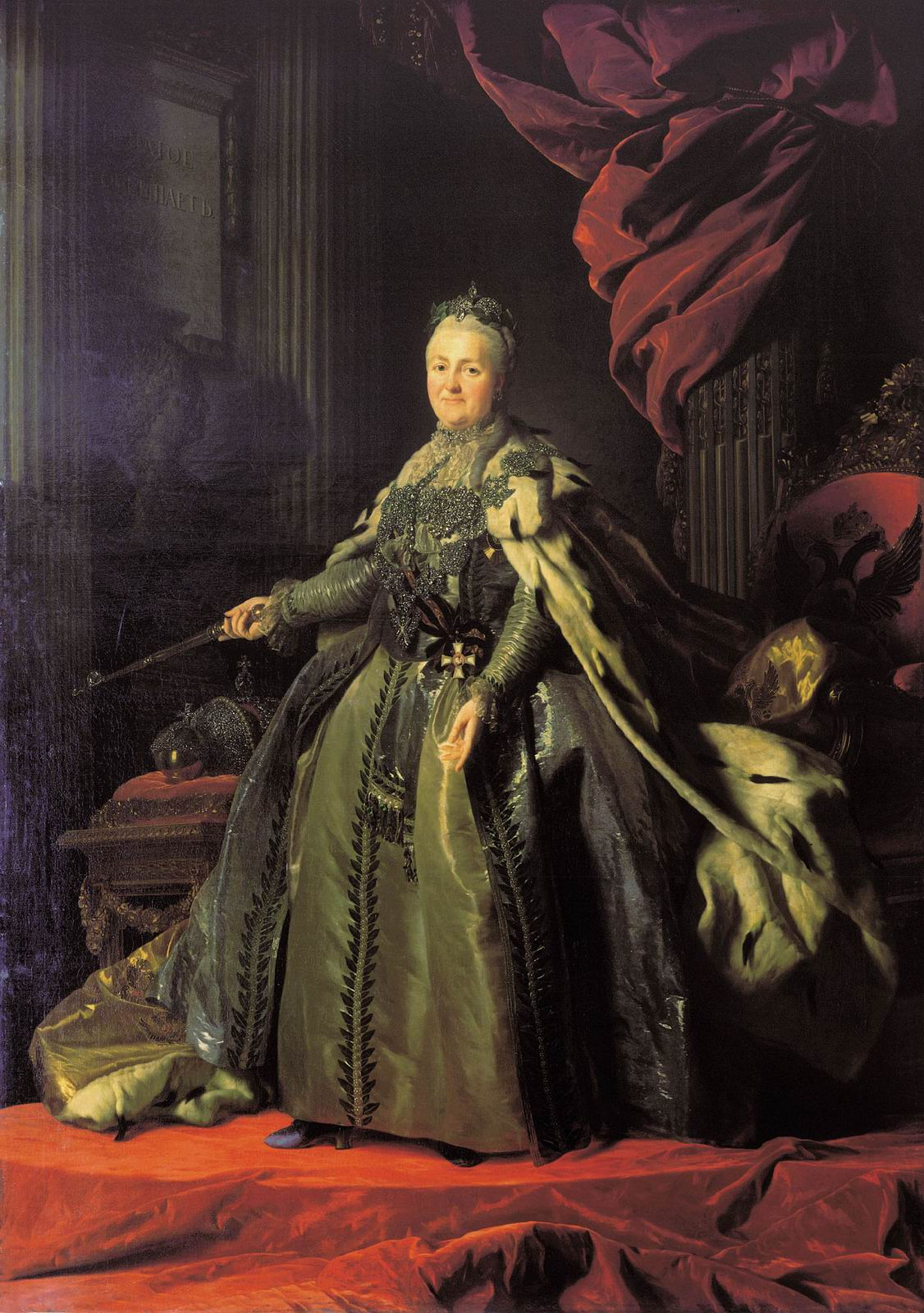
Портрет Екатерины работы Александра Рослина, хоть и изображает пожилую женщину, преисполнен торжественности, которой способствуют регалии, драпировки, мантия и колонны

Екатерина не испытала при виде этого портрета того восторга, на который он был рассчитан. За картину художник получил лишь звание «назначенного» в академики, а не академика, как надеялись члены державинско-львовского кружка. (Звание академика он получил годом позже за портрет великого князя Константина Павловича). Она не выкупила портрет, он оставался, судя по всему, в мастерской художника, затем сменил несколько владельцев и, наконец, был приобретён Третьяковской галереей. Сначала она числилась в собрании Д. А. Бенкендорфа (до 1900), туда поступила из коллекции А. М. и М. В. Муромцевых (до 1870), а затем перешла к известному собирателю Павлу Ивановичу Харитоненко. После его смерти стараниями его вдовы в 1924 году поступает в галерею.

## Описание

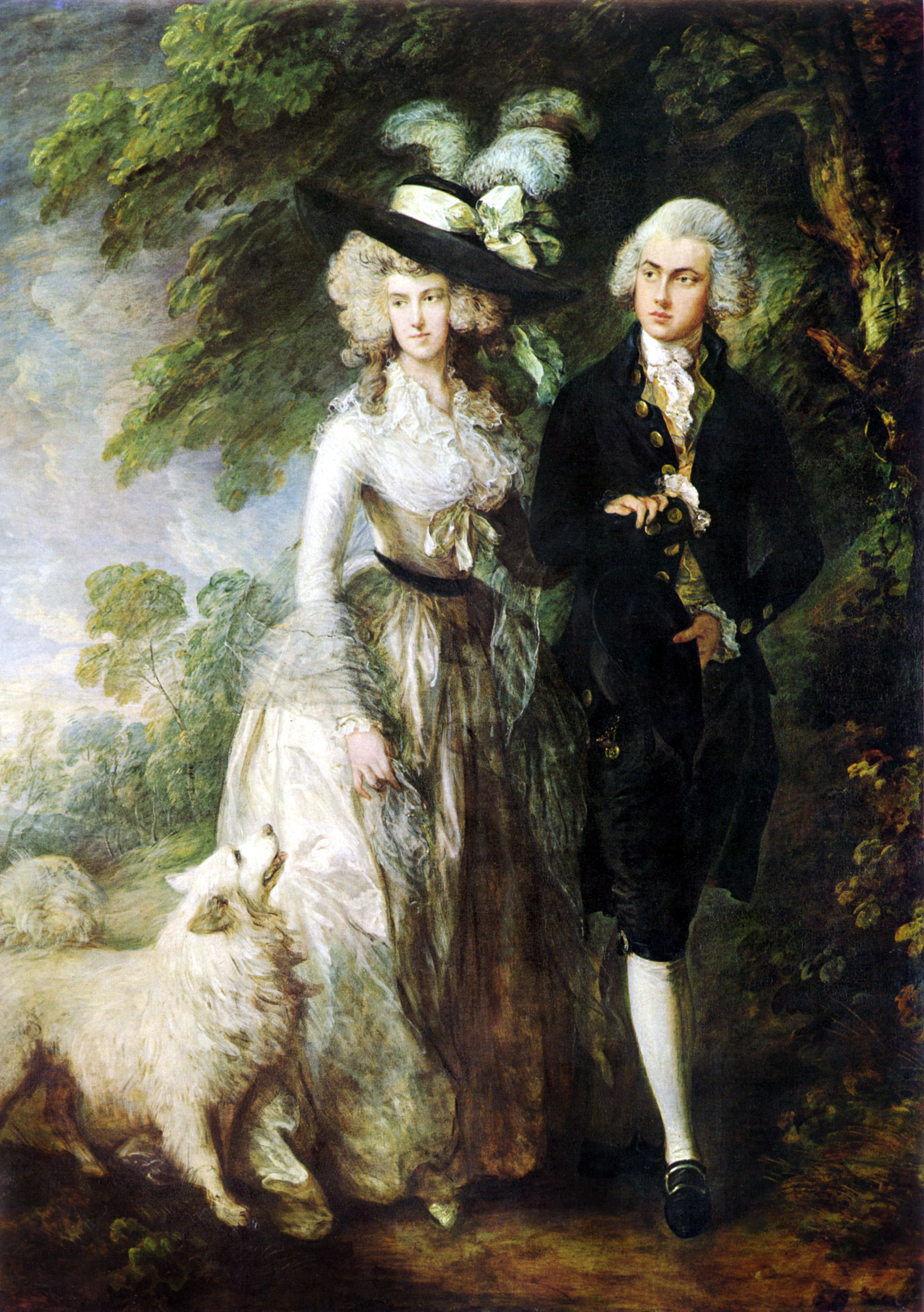
Томас Гейнсборо, «Утренняя прогулка (Портрет сквайра Хэллета с супругой)», 1785, Лондонская национальная галерея

Боровиковский написал портрет, который был для того времени необычным и был проникнут духом свежего течения сентиментализма — в отличие от господствовавших в то время в императорских портретах классицизма. Характерные черты этого направления — идеализация жизни на лоне природы, культ чувствительности, интерес к внутренней жизни человека.
Сентиментализм проявляется в отказе автора от парадных дворцовых интерьеров и предпочтении природы, которая «прекраснее дворцов». «Впервые в русском искусстве фон портрета становится важным элементом в характеристике героя. Художник воспевает бытие человека среди естественного окружения, трактует природу как источник эстетического наслаждения».
65-летняя Екатерина представлена на прогулке в Царскосельском парке, опирающейся на посох из-за своего ревматизма. Её одежда подчеркнуто неофициальна — она одета в шлафрок, украшенный кружевным жабо с атласным бантом, и кружевной чепец, у её ног резвится собака. Правительница представлена не богиней, а простой «казанской помещицей», которой любила казаться в последние годы жизни, созерцательницей, без всякого официоза, торжественности и парадных атрибутов. Портрет стал отечественным вариантом английского типа «портрет-прогулка». В полумраке парка видна пристань со сфинксами, в озере плавают лебеди. Лицо модели написано обобщённо и условно, возраст смягчён.
Таким образом, в парадный портрет проникает «естественная простота», кроме сентиментализма отчасти сближающая картину с просветительским классицизмом. Однако поза императрицы полна достоинства, жест, которым она указывает на памятник своих побед, сдержан и величествен.

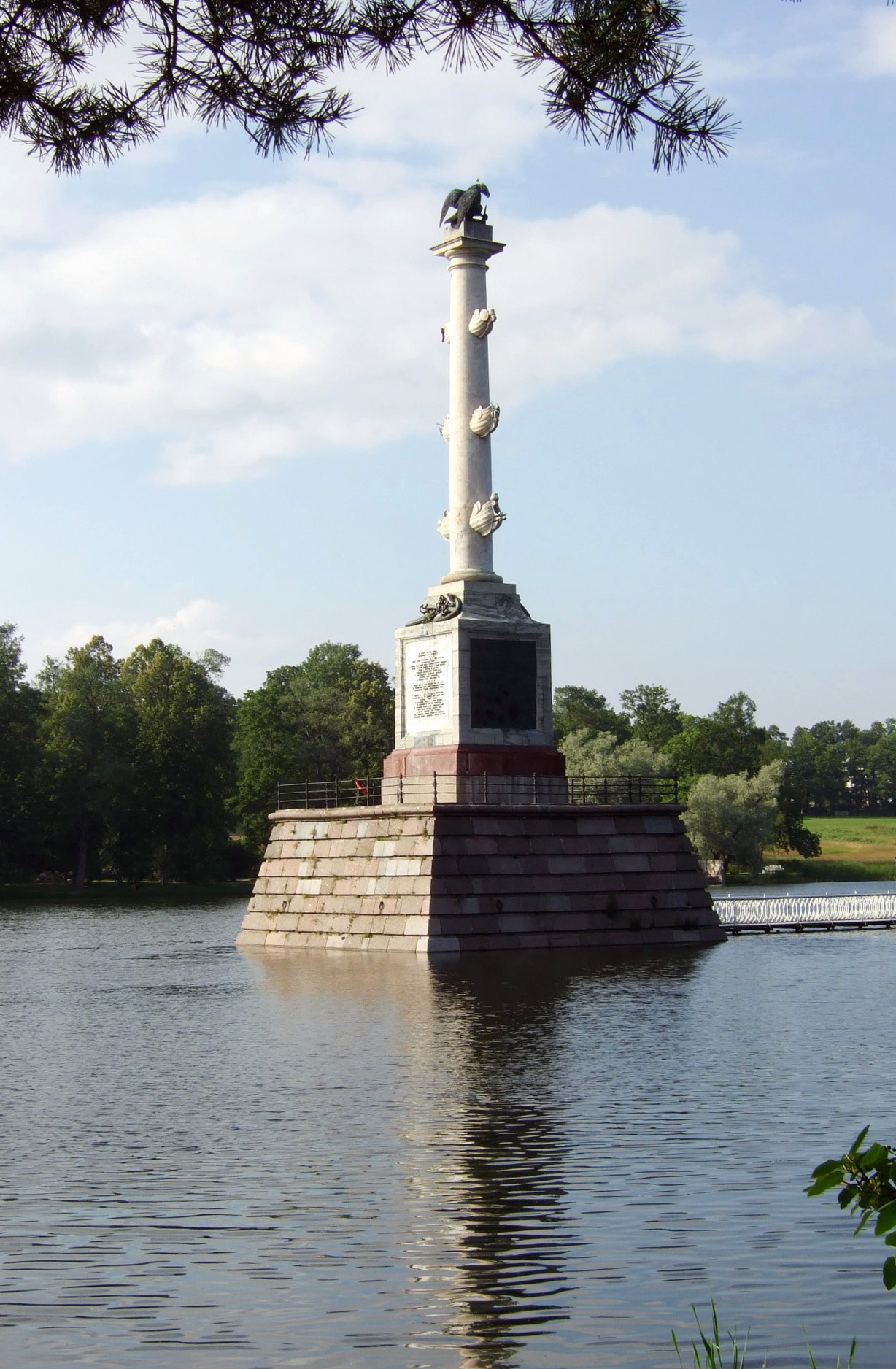
Чесменская колонна (современная фотография)

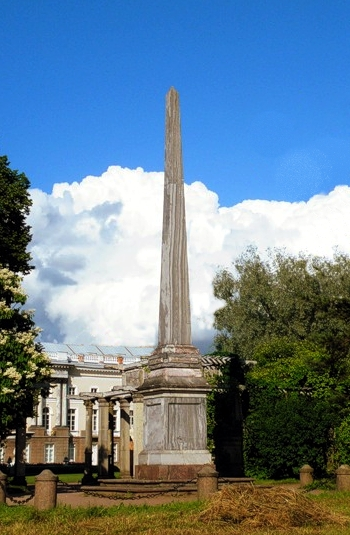
Кагульский обелиск (современная фотография)

Чесменская колонна, украшающая пейзаж Екатерининского парка Царского Села, на фоне которого изображена императрица, имеет символическое значение. Она обозначает силу и славу русского флота, напоминая о победе в Чесменском сражении в 1770 году, благодаря которой граф Алексей Орлов получил титул «Чесменского».
На портрете изображена комнатная левретка императрицы по кличке Земира, которую Екатерина очень любила (мраморное надгробие этой собачки было позже поставлено в том же парке), либо левретка Герцогиня (Дюшеса). (Музей-заповедник Царское село в одной из своих инсталляций даже шутливо переиначил название картины: «Екатерина II и левретка Земира, дочь сэра Тома Андерсона и леди Андерсон рассуждают о геополитическом значении Чесменской битвы»).

### Отличия между картинами
Главное иконографическое отличие между двумя вариантами состоит в пейзажном фоне. В авторском повторении, написанном несколько лет спустя, его украшает Кагульский обелиск, заменивший Чесменский, потому что картину заказал, по всей видимости, меценат Николай Петрович Румянцев (основатель Румянцевского музея) в честь ознаменования достижений своего отца. Этот обелиск был поставлен в память победы графа Петра Александровича Румянцева над турками в Кагульском сражении (1770 год). По причине введения более масштабного памятника исчезло озеро.
Второй портрет более сух, он отличается подчеркнутой светотеневой моделировкой и тщательной выписанностью деталей.

### Гравюра
Гравюра со второго варианта портрета, заказанная владельцем второй картины Румянцевым знаменитому гравёру Уткину в память отца. Это произведение считается образцом русской классической резцовой гравюры первой трети XIX века.

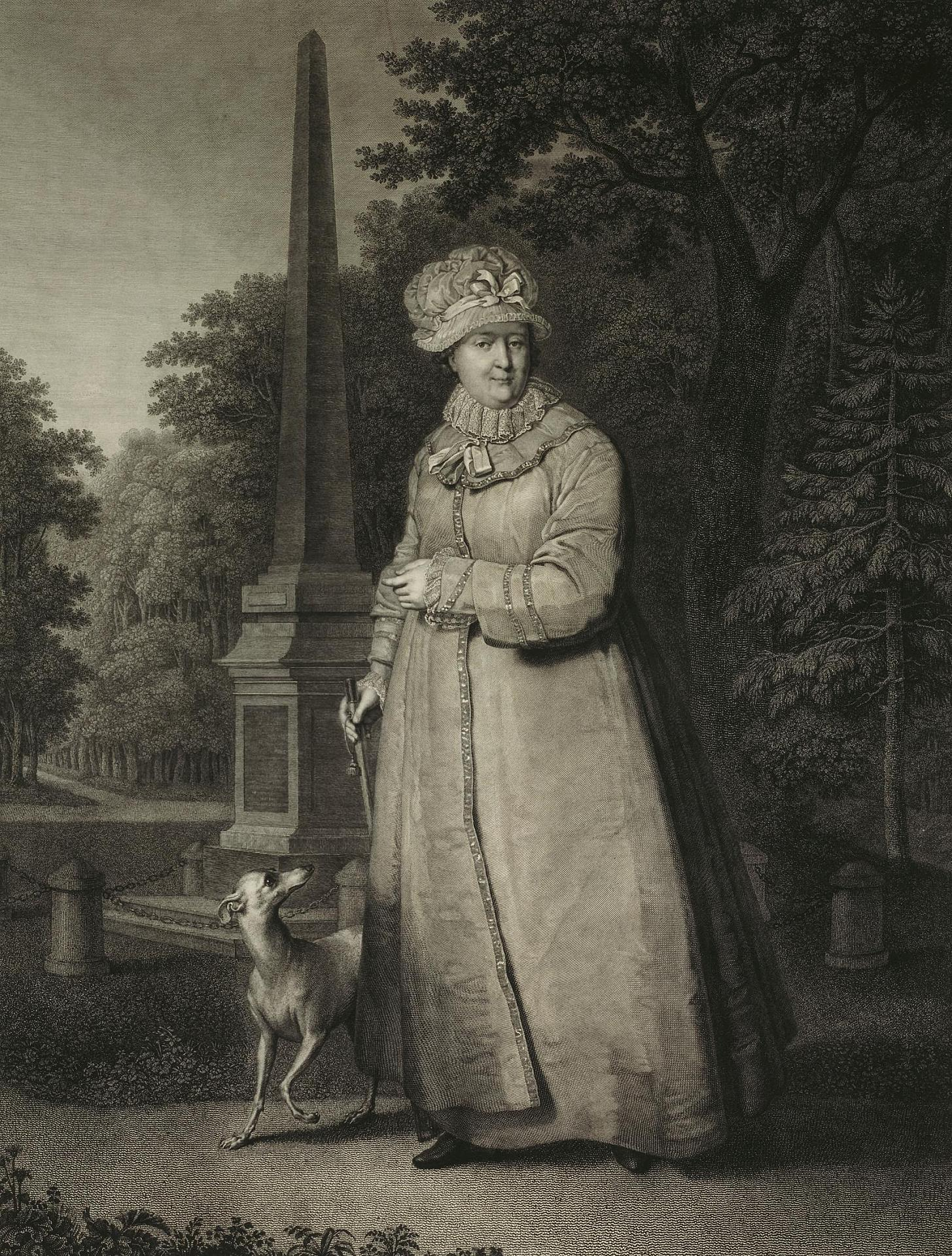
Гравюра Уткина

Она была окончена в 1827 году (через год после смерти заказчика). Она вышла с посвящением Николаю I и была куплена вдовствующей императрицей Марией Федоровной. В XIX часто делались копии и с гравюры, и с портрета — именно тогда, спустя двадцать лет с момента своего создания он обрел популярность. Она, по мнению исследовательницы творчества Боровиковского, объяснялась не только успехом гравюры. «Портрет по самому своему стилю, по своему внутреннему содержанию был близок художественному сознанию людей 1820-х годов, когда и в литературе и в живописи ясно определилось реалистическое направление».
Это изображение отличается несомненными чертами идеализации. По замечанию историков графики Г. К. Наглера и И.Френцеля — эта гравюра является «одним из капитальнейших листов XIX века». За него Уткин был избран членом Антверпенской (1828) и Дрезденской (1831) Академий, и впоследствии получил золотую медаль саксонского короля. Она получила широкую известность в Европе и лестные отзывы Парижа и Лондона.
По сравнению с оригинальной картиной существуют и изменения: несколько сентиментальной картине Уткин придал черты монументального величия и некоторой торжественности. В новой технике портрет стал более параден и официален. «Уткин изменил постановку фигуры, выдвинул её на первый план так, что она заполняет почти всю плоскость листа, придал чертам лица выражение некоторой сухости и бесстрастности».

## В русской литературе
Образ Екатерины, изображённой в этом портрете на прогулке, несколько раз нашёл отражение в русской литературе:
- Державин, стихотворение «Развалины» (1797) — императрица гуляет по парку и смотрит на памятник своих побед
- Пушкин, повесть «Капитанская дочка» (1836)[13] — встреча Маши с императрицей в Царскосельском парке (в котором, кстати, прошло отрочество лицеиста-автора). Существуют расхождения текста с изображением — императрица моложе лет на 20, одета в белое, а не в голубое. Описан второй вариант портрета — с Румянцевским обелиском, вероятней всего, Пушкин вдохновлялся гравюрой, а не оригиналом, который находился у Румянцева и был труднодоступен для обозрения[12].

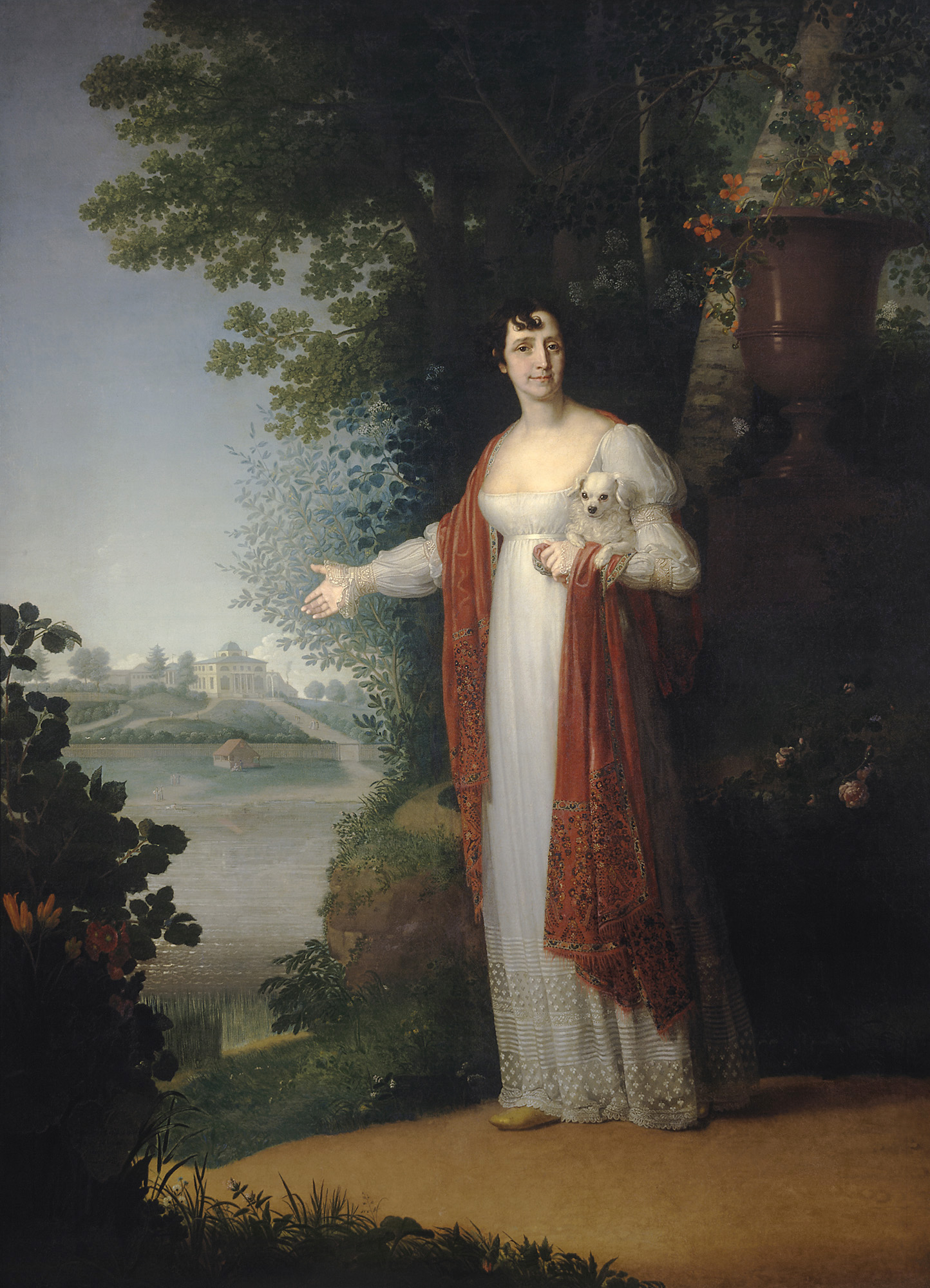
В. Боровиковский. Портрет Д. А. Державиной, 1813, ГТГ: принадлежит к тому же иконографическому типу, только здесь женщина указывает на своё поместье, и поздняя картина художника оказалась более условной в своей демонстративной торжественности.

«На другой день рано утром Марья Ивановна проснулась, оделась и тихонько пошла в сад. Утро было прекрасное, солнце освещало вершины лип, пожелтевших уже под свежим дыханием осени. Широкое озеро сияло неподвижно. Проснувшиеся лебеди важно выплывали из-под кустов, осеняющих берег. Марья Ивановна пошла около прекрасного луга, где только что поставлен был памятник в честь недавних побед графа Петра Александровича Румянцева. 

Вдруг белая собачка английской породы залаяла и побежала ей навстречу. Марья Ивановна испугалась и остановилась.
В эту самую минуту раздался приятный женский голос: „Не бойтесь, она не укусит“. И Марья Ивановна увидела даму, сидевшую на скамейке противу памятника. 

Марья Ивановна села на другом конце скамейки. Дама пристально на неё смотрела; а Марья Ивановна, со своей стороны бросив несколько косвенных взглядов, успела рассмотреть её с ног до головы. 

Она была в белом утреннем платье, в ночном чепце и в душегрейке. Ей казалось лет сорок. Лицо её, полное и румяное, выражало важность и спокойствие, а голубые глаза и легкая улыбка имели прелесть неизъяснимую…». (А. С. Пушкин. Капитанская дочка. Гл. 14, отрывок)
- Марина Цветаева, эссе «Пушкин и Пугачев» (1937 г.) — интерпретация пушкинской сцены